# Karina Goricheva
Karina Goricheva (8 de abril de 1993) é uma halterofilista cazaque, medalhista olímpica. 

## Carreira
Karina Goricheva competiu na Rio 2016, onde conquistou a medalha de bronze na categoria até 63kg.